# Sabah
För andra betydelser, se Sabah (olika betydelser).

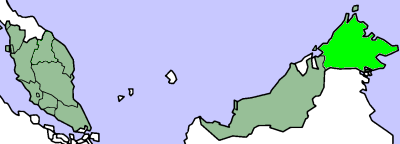
Delstatens läge i Malaysia.

Sabahs flagga.

Sabah (från 1888 fram till självständigheten 1963 kallat Brittiska Nordborneo) är den mindre av de två malaysiska delstaterna på ön Borneo (den andra är Sarawak). Sabah består av den nordligaste delen av ön och är berömd bland annat för sitt rika djurliv, med till exempel orangutanger och näsapor. Provinsen har en yta på 73 631 km² och hade 3 131 600 invånare år 2008. Sabahs huvudstad är Kota Kinabalu. Andra stora städer är Sandakan och Tawau. Sydostasiens högsta punkt, Gunung Kinabalu på 4095 meter över havet, ligger i Sabah. 

## Historia
År 1703, i gengäld för den hjälp han fått från sultanen av Sulu (i nuvarande södra Filippinerna) för att bekämpa ett uppror, gav sultanen av Brunei honom ett område på norra Borneo.
På 1840-talet ökade kolonialmakternas intresse för Sabah. År 1865 slöt den amerikanske konsuln i Brunei, Claude Lee Moses, ett avtal med sultanen av Brunei i vilket han arrenderade territoriet i norra Borneo på tio år. Under amerikanska inbördeskriget förlorade dock USA sitt intresse för asiatiska kolonier och Moses sålde rättigheterna till American Trading Company, baserat i Hongkong, vilket etablerade en handelsstation där. Finansiella svårigheter och de immigrerade arbetarnas flykt gjorde att man övergav stationen år 1866.
Då arrendekontraktet gick ut 1875 sålde American Trading Company rättigheterna till baronen von Overbeck, den österrikiske konsuln i Hongkong. Overbeck fick från Brunei ett förnyande av arrendet på tio år. Han skrev under ett liknande avtal med sultanen av Sulu år 1878. Hans regering var dock inte intresserad av territoriet. År 1881 upprättade Overbecks tidigare medarbetare, bröderna Dent, British North Borneo Provisional Association Ltd. och erhöll ett officiellt avtal för att skapa British North Borneo Chartered Company för att ersätta det förra.
Nordborneo blev brittiskt protektorat år 1888, och kronkoloni 1946 efter andra världskriget. Kolonin blev självständig år 1963 och ingick i den malaysiska federationen under namnet Sabah, under en period då den indonesiske presidenten Sukarno bedrev en konfrontationspolitik med Malaysia. Med hänvisning till att sultanen av Brunei gav Sabah som gåva till Sulu har det funnits filippinska anspråk på Sabah.

## Administrativ indelning
Sabah är indelad i fem administrativa divisioner:
- Kudat
- Pantai Barat
- Pedalaman
- Sandakan
- Tawau

Dessa divisioner är vidare indelade i sammanlagt 24 distrikt.

## Demografi
Utöver malajerna som befolkar främst kusten finns i Sabah även ett flertal inhemska etniska grupper; dessa kategoriseras liksom malajerna som bumiputera, "infödda" (ordagrant "solens söner"), i kontrast till kineserna och indierna i Malaysia. Den största av dessa grupper är dusun (även kallade kadazan), vars språk liksom malajiska hör till den austronesiska språkfamiljen men liksom andra inhemska språk på Borneo tillhörande den dajakiska undergruppen och därför skiljt från malajiska.